# Onthophagus viridiaereus
Onthophagus viridiaereus là một loài bọ cánh cứng trong họ Bọ hung (Scarabaeidae).